# Willy Dullens
Willy Dullens (Urmond, 29 januari 1945 – Sittard, 16 juni 2024) was een Nederlands voetballer van Sittardia. Dullens gold als een groot talent en kwam tot vier interlands voor het Nederlands elftal, voordat een zware knieblessure vroegtijdig een einde aan zijn voetballoopbaan maakte.

## Carrière

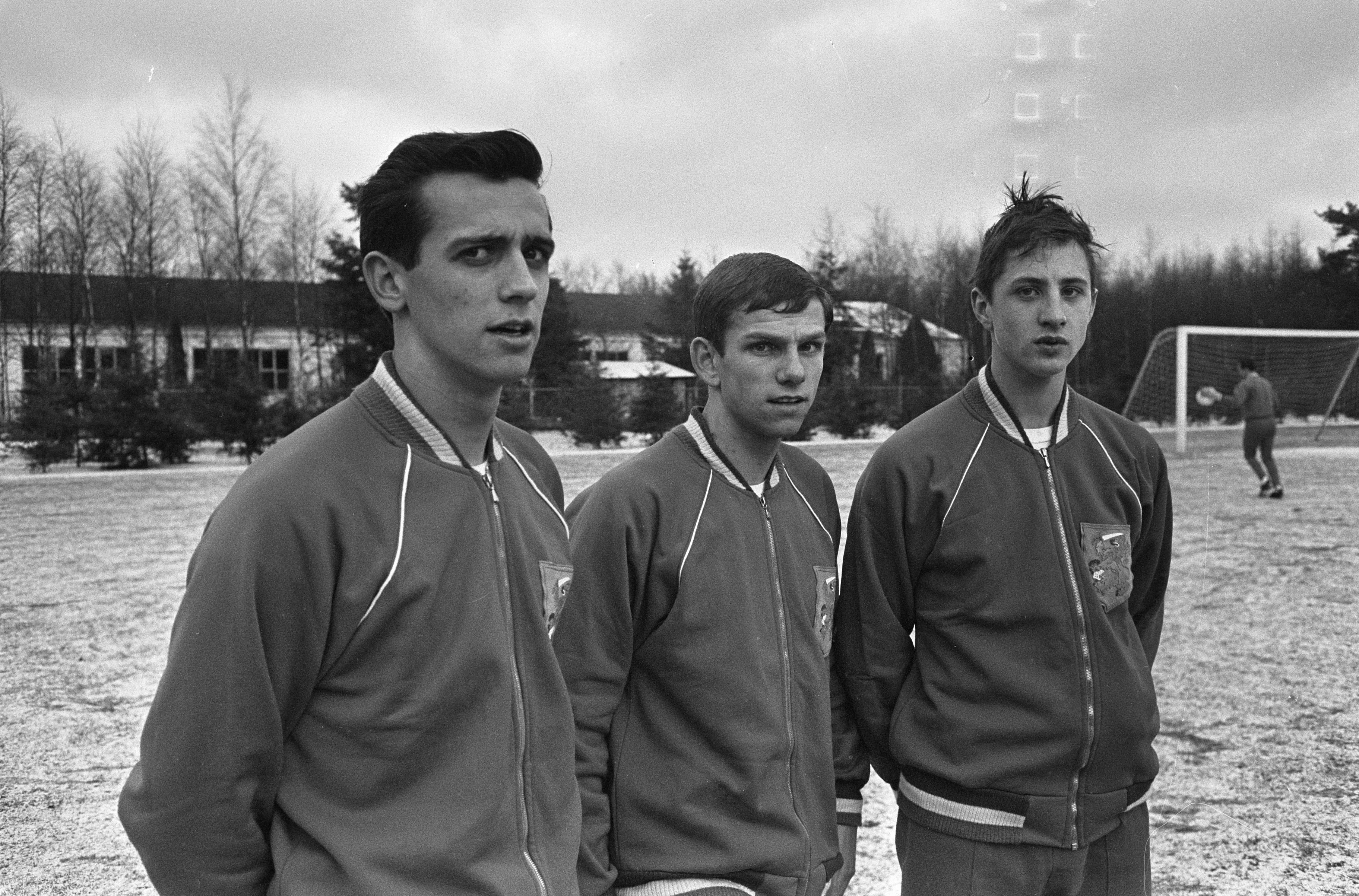
Dullens opgeroepen voor het Nederlands elftal (jan. 1966), net als Willy van der Kuijlen (links) en Johan Cruijff (rechts)

Dullens kwam als jeugdspeler bij Sittardia terecht. In het seizoen 1963/1964 maakte hij zijn debuut in het eerste elftal en had, met 18 doelpunten, een groot aandeel in de promotie van zijn club. Het jaar daarop degradeerde de club weer, maar het seizoen daarop maakte de club weer promotie. Dullens was ondertussen een belangrijke speler geworden bij Sittardia en had groot aanzien gekregen in Nederland. In 1966 werd hij, als eerstedivisiespeler, uitgeroepen tot voetballer van het jaar, waarbij Johan Cruijff zei dat Dullens technisch misschien nog wel beter was dan hijzelf. Hij werd daarnaast opgeroepen voor Oranje, waarvoor hij vier keer zou uitkomen (tegen België, Schotland, Tsjecho-Slowakije en Denemarken).
In de voorbereiding voor het seizoen 1966/1967 liep hij een zware blessure op aan zijn kniebanden, in een oefenduel tegen Vitesse. Pogingen om te revalideren bleken tevergeefs en in december 1968 moest Dullens een punt zetten achter zijn professionele voetbalcarrière. In augustus 1969 werd er een benefietwedstrijd voor hem gespeeld tussen Ajax en Alemannia Aachen in een, met 60.000 man uitverkocht, Olympisch Stadion. Enkele maanden later werd Dullens officieel afgekeurd. Dit viel hem erg zwaar en gedurende enige jaren had hij te kampen met zware depressies.
Eind jaren 1970 begon hij met het begeleiden van enkele jonge wielrenners, onder wie Michel Jacobs. In 1980 begon hij met het geld van de benefietwedstrijd een kapsalon in de Haagstraat in Sittard, waarna hij twintig jaar als kapper werkte.
In 2000 maakte hij zijn terugkeer in het betaald voetbal, nu als technisch adviseur van Fortuna Sittard, een baan die hij al langer ambieerde. Hij was met name betrokken bij de jeugdopleiding, die erg geroemd werd, onder andere door de KNVB.
Gedurende het seizoen 2009-2010 maakte hij de overstap naar VVV-Venlo, alwaar hij de functie van technisch adviseur vervulde en deel uit ging maken van het technisch platform. Hij gaf vooral advies over eventuele aankopen. Op 30 juni 2013 vertrok hij uit eigen beweging, naar eigen zeggen omdat hij vond dat zijn rol te beperkt was. In juli van dat jaar keerde hij in dezelfde functie terug bij Fortuna Sittard en kreeg een contract voor onbepaalde tijd. Dullens ging er zich vooral bezighouden met advies en ondersteuning van de scouting en het opleiding. Daarnaast ging hij wedstrijden analyseren en gaf adviezen over de te volgen technische koers. Ook onderhield hij contacten met sponsors.

### Profstatistieken
| Seizoen | Club       | Land      | Competitie     | Wed. | Goals |
| ------- | ---------- | --------- | -------------- | ---- | ----- |
| 1963/64 | Sittardia  | Nederland | Eerste divisie | 29   | 18    |
| 1964/65 | Sittardia  | Nederland | Eredivisie     | 29   | 5     |
| 1965/66 | Sittardia  | Nederland | Eerste divisie | 27   | 9     |
| 1966/67 | Sittardia  | Nederland | Eredivisie     | 11   | 0     |
| 1967/68 | Sittardia  | Nederland | Eredivisie     | 8    | 1     |
| 1968/69 | Fortuna SC | Nederland | Eredivisie     | 14   | 1     |
| Totaal  | Totaal     | Totaal    | Totaal         | 118  | 34    |

## Overlijden
Dullens overleed op 79-jarige leeftijd. Hij leed aan de ziekte van Alzheimer.